# Sobór Wniebowstąpienia Pańskiego w Unalasce

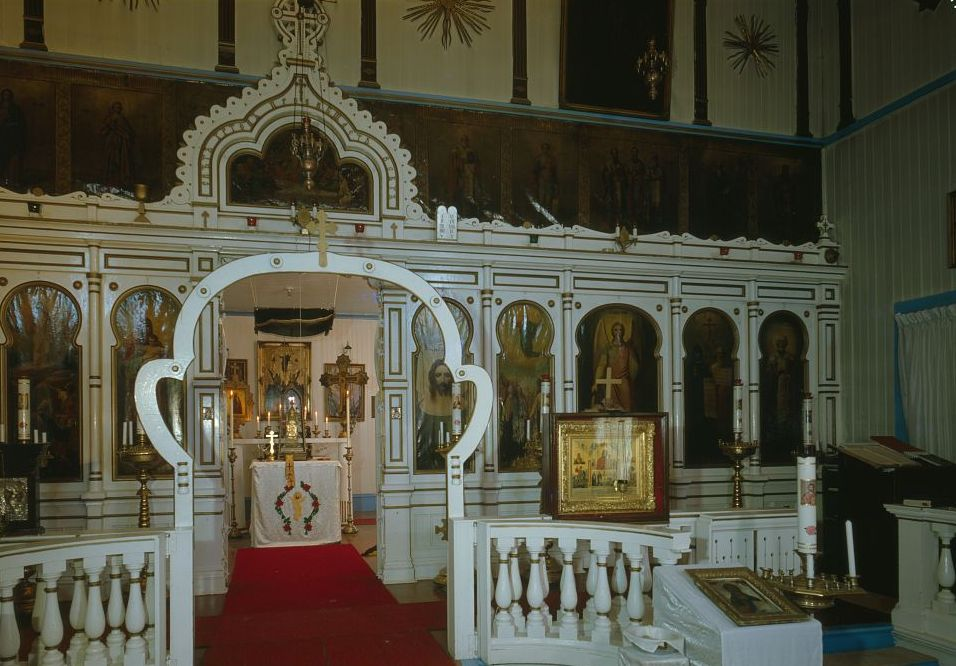
Wnętrze (1984)

Sobór Wniebowstąpienia Pańskiego – prawosławny parafialny sobór w Unalasce. Jest główną świątynią dekanatu Unalaska. Znajduje się w rejestrze National Historic Landmark i National Register of Historic Places.

## Historia
Sobór jest czwartą świątynią prawosławną na tym miejscu, wzniesioną dla rozrastającej się parafii Wniebowstąpienia Pańskiego, działającej od 1824. Inicjatorem jego wzniesienia był ks. Aleksandr Kiedrowski. Prace budowlane trwały w latach 1894–1896. Wyposażenie soboru skompletowano z darów przybyłych z Rosji. Stąd znalazły się w nim ikony z XVI stulecia, a po 1910 także ikona przedstawiająca grupę świętych ufundowana przez cara Mikołaja II. W dniu poświęcenia w 1896 na wieży soboru znajdowało się siedem dzwonów, z czego sześć jest ciągle w użytku. Na przełomie XX i XXI w. sobór był remontowany; w 1996 miało miejsce jego ponowne poświęcenie.

## Architektura
Sobór posiada główną nawę i dwie kaplice boczne pod wezwaniem odpowiednio św. Sergiusza z Radoneża i św. Innocentego Irkuckiego (od 1996 także św. Innocentego z Alaski). W kaplicy św. Sergiusza z Radoneża znajduje się ikonostas pierwotnie wykorzystywany w pierwszej prawosławnej świątyni w Unalasce – kaplicy z 1808 oraz królewskie wrota z cerkwi z 1825, drugiej na tym miejscu. W drugiej z kaplic przechowywana jest kopia Ewangelii św. Mateusza w języku aleuckim.